# Carmell Jones
Carmell Jones (Kansas City, 19 juli 1936 – aldaar, 7 november 1996) was een Amerikaanse jazztrompettist.

## Biografie
Jones was sinds zijn kindertijd bevriend met Nathan Davis. Hij bezocht na een vierjarig verblijf in het leger (waar hij ook zijn eigen kwintet leidde) de University of Kansas, wiens opleidingsmethoden hem bewogen om zijn studie te beëindigen. Horace Silver vertelt over hem, dat hij zich had georiënteerd aan Clifford Brown, wiens klank Jones spel in Silvers kwintet ook werkelijk gelijkt. Hij speelde met Eddie 'Cleanhead' Vinson in Kansas en verhuisde naar de westkust, waar hij speelde met Shelly Manne, Teddy Edwards, Buddy Collette en Bud Shank. Van 1961 tot 1964 was hij lid van de band van Harold Land, maar hij speelde echter ook met de Lighthouse All-Stars van Howard Rumsey en het orkest van Gerald Wilson. In 1964 werd hij lid van de band van Horace Silver, bij wie hij een jaar bleef. 
Op het jazzlabel Pacific Jazz Records verschenen van 1961 tot 1963 albums onder zijn eigen naam. Jones ging in 1965 naar Europa, waar hij lid werd van het dansorkest van Sender Freies Berlin en speelde in het kwintet van Johannes Rediske en later van Heinz von Hermann. In Berlijn trad hij ook op met Quincy Jones, Don Ellis, Dave Pike en Stan Kenton. In juni 1980 keerde hij terug naar Kansas City.
In de loop van zijn carrière nam Jones ook platen op met Sarah Vaughan, Charles McPherson, Herbie Mann, Booker Ervin, Gerald Wilson, Red Mitchell, Jean-Luc Ponty, George Gruntz, Oliver Nelson en Jay McShann.

## Overlijden
Carmell Jones overleed in november 1996 op 60-jarige leeftijd. Zijn in 1971 geboren dochter, de jazzzangeres Stella Jones, woont sinds 1977 in Wenen.

## Discografie

### Als leader
- 1961: The remarkable Carmell Jones (Pacific Jazz)
- 1962: Brass Bag (Pacific Jazz) - met Laurence 'Tricky' Lofton
- 1962: Business Meetin' (Pacific Jazz)
- 1965: Jay Hawk Talk ( Prestige)
- 1969: Carmell Jones in Europe 1965-1966 (Prestige)
- 1982: Carmell Jones Returns (Revelation Records)
- 2003: Mozaïek Select 2: Carmell Jones (Mozaïek)

### Als sideman
- 1961: met Curtis Amy Groovin' Blue (Pacific Jazz)
- 1961: met Bud Shank Barefoot Adventure (Pacific Jazz)
- 1961: met Bud Shank New Groove (Pacific Jazz)
- 1961: met Gerald Wilson You Better Believe It! (Pacific Jazz)
- 1962: met Victor Feldman Sovjet Jazz Theme's (Äva)
- 1962: met Tricky Lofton Brass Bag (Pacific Jazz)
- 1962: met het Red Mitchell - Harold Land Quintet Hear Ye! (Atlantic Ocean)
- 1962: met Vi Redd Now's the Time (United Artists) - heruitgegeven als Bird Call (Solid State, 1969)
- 1963: met Harold Land Jazz Impressions of Folk Music (Imperial)
- 1963: met Marvin Jenkins Big City (Palomar)
- 1963: met Sarah Vaughan Sarah Sings Soulfully (Roulette)
- 1963: met Gerald Wilson Moment of Truth (Pacific Jazz)
- 1963: met Nancy Wilson Yesterday's Love Songs/Today's Blues (Capitol Records)
- 1963: met Jimmy Woods Conflict (Contemporary)
- 1964: met Charles McPherson Bebop Revisited! (Prestige)
- 1964: met Booker Ervin The Blues Book (Prestige)
- 1964: met Booker Ervin Groovin' High (Prestige)
- 1964: met Gerald Wilson Portraits (Pacific Jazz)
- 1965: met Nathan Davis The Hip Walk (Saba/MPS)
- 1965: met Herbie Mann Latin Mann (Columbia)
- 1965: met Horace Silver Song for My Father ( Blue Note)
- 1965: met Horace Silver The Natives are Restless Tonight (Emerald) - heruitgegeven als Re-Entry (Village, 1995)
- 1965: met Gerald Wilson On Stage (Pacific Jazz)
- 1969: met Jean-Luc Ponty More Than Meets the Ear (Liberty)
- 1971: met Oliver Nelson Berlin Dialogue for Orchestra (Flying Dutchman)
- 1972: met Leo Wright It's All Wright (MPS)
- 1979: met Dave Kamien Let's Swing (VGS)
- 1984: met Horace Silver Live 1964 (Emerald)
- 1991: met Jim Mair 8e & Central (JMP)
- 2005: met Erich Kleinschuster, Joe Henderson en Clifford Jordan Erich Kleinschuster Sextet 1968/69, Vol. 1 (EmArcy)